# NGC 3952
NGC 3952 este o hi (21cm) source⁠(d) situată în constelația Fecioara. A fost descoperită în 11 martie 1787 de către William Herschel.